# Unterkatz
Unterkatz är en ortsteil i staden Wasungen i Landkreis Schmalkalden-Meiningen i förbundslandet Thüringen i Tyskland. Unterkatz var en kommun fram till 1 januari 2019 när den uppgick i Wasungen. Kommunen Unterkatz hade 359 invånare 2018.